# Зюле, Никлас
Ни́клас Зю́ле (нем. Niklas Süle; родился 3 сентября 1995 года во Франкфурт-на-Майне, Германия) — немецкий футболист, защитник дортмундской «Боруссии» и сборной Германии. Участник Олимпийских игр 2016 года в Рио-де-Жанейро и чемпионата мира 2018 года.

## Клубная карьера

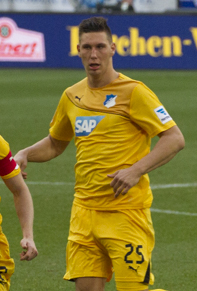
Зюле в составе «Хоффенхайма»

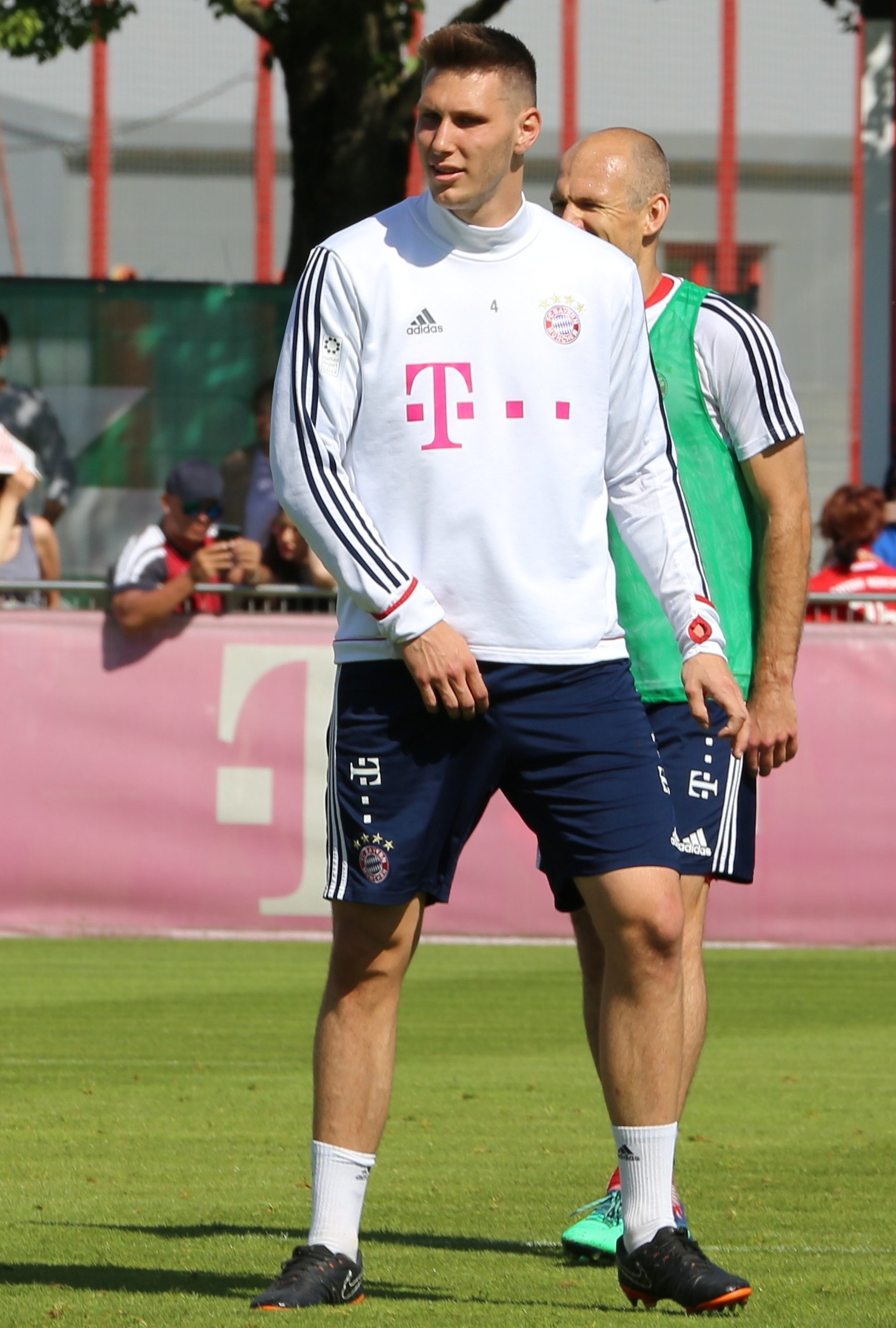
Зюле на тренировке «Баварии»

Зюле начал карьеру, выступая за молодёжные команды клубов «Айнтрахт» и «Дармштадт 98». В 2010 году он перешёл в футбольную академию «Хоффенхайма». 11 мая 2013 года в матче против «Гамбурга» он дебютировал в Бундеслиге. 24 сентября в поединке Кубка Германии против «Энерги» Никлас забил свой первый гол за команду. 2 ноября в матче против мюнхенской «Баварии» Зюле забил первый гол в Бундеслиге. Во втором сезоне несмотря на свой возраст, Никлас стал одним из лидеров обороны «Хоффенхайма».
Летом 2017 года Зюле присоединился к «Баварии», подписав пятилетний контракт. 5 августа в матче за Суперкубок Германии против дортмундской «Боруссии» он дебютировал за новую команду. В этом поединке Никлас завоевал свой первый трофей в составе «Баварии». 18 августа в поединке против «Байера» Никлас забил свой первый гол за «Баварию». В своём дебютном сезоне он стал чемпионом Германии.
В сезоне 2018/19 Зюле сыграл в 31 матче Бундеслиги и забил два гола. Точность пасов Никласа за эти игры — 95 %, а количество касаний мяча — четвёртое во всей Бундеслиге. Всего во всех соревнованиях Зюле вышел на поле 42 раза.
На 12-й минуте восьмого матча сезона 2019/20 получил серьёзную травму передней крестообразной связки, из-за которой отсутствие Зюле оценивалось на срок в 8-10 месяцев, что означало бы пропуск чемпионата Европы по футболу до того, как турнир был перенесён. 8 августа 2020 года Зюле вышел на поле впервые с октября 2019 года, сыграв против «Челси» в Лиге чемпионов. Последующие игры этого турнира Никлас начинал на скамье запасных. 23 августа 2020 года заменил Жерома Боатенга в финале Лиги чемпионов, которую в итоге «Бавария» выиграла, собрав континентальный требл по результатам сезона.
20 августа 2022 года дебютировал за «Боруссию» в матче Бундеслиги против «Вердера».

## Карьера в сборной
В 2012 году Зюле в составе юношеской сборной Германии завоевал серебряные медали юношеского чемпионата Европы в Словении. На турнире он сыграл в матчах против команд Грузии, Исландии, Польши и Нидерландов.
В 2016 году в составе олимпийской сборной Германии Никлас стал серебряным призёром Олимпийских игр в Рио-де-Жанейро. На турнире он сыграл в матчах против команд Мексики, Южной Кореи, Фиджи, Португалии, Нигерии и Бразилии.
31 августа 2016 года в товарищеском матче против сборной Финляндии Зюле дебютировал за сборную Германии.
В 2017 году Зюле стал победителем Кубка конфедераций в России. На турнире он сыграл в матчах против команд Австралии, Камеруна и дважды Чили.
В 2018 году Зюле принял участие в чемпионате мира в России. На турнире он сыграл в матче против команды Южной Кореи.
15 ноября в поединке против сборной России Никлас забил свой первый гол за национальную команду.

## Статистика

### Клубная
| Выступление         | Выступление      | Выступление      | Лига | Лига | Кубок страны | Кубок страны | Еврокубки | Еврокубки | Прочие | Прочие | Итого | Итого |
| Клуб                | Лига             | Сезон            | Игры | Голы | Игры         | Голы         | Игры      | Голы      | Игры   | Голы   | Игры  | Голы  |
| ------------------- | ---------------- | ---------------- | ---- | ---- | ------------ | ------------ | --------- | --------- | ------ | ------ | ----- | ----- |
| Хоффенхайм          | Бундеслига       | 2012/13          | 2    | 0    | 0            | 0            | 0         | 0         | 2      | 0      | 4     | 0     |
| Хоффенхайм          | Бундеслига       | 2013/14          | 25   | 4    | 3            | 1            | 0         | 0         | 0      | 0      | 28    | 5     |
| Хоффенхайм          | Бундеслига       | 2014/15          | 15   | 1    | 2            | 0            | 0         | 0         | 0      | 0      | 17    | 1     |
| Хоффенхайм          | Бундеслига       | 2015/16          | 33   | 0    | 1            | 0            | 0         | 0         | 0      | 0      | 34    | 0     |
| Хоффенхайм          | Бундеслига       | 2016/17          | 33   | 2    | 1            | 0            | 0         | 0         | 0      | 0      | 34    | 2     |
| Хоффенхайм          | Итого            | Итого            | 108  | 7    | 7            | 1            | 0         | 0         | 2      | 0      | 117   | 8     |
| Бавария             | Бундеслига       | 2017/18          | 27   | 2    | 5            | 0            | 9         | 0         | 1      | 0      | 42    | 2     |
| Бавария             | Бундеслига       | 2018/19          | 31   | 2    | 4            | 0            | 6         | 0         | 1      | 0      | 42    | 2     |
| Бавария             | Бундеслига       | 2019/20          | 8    | 0    | 1            | 0            | 6         | 0         | 1      | 0      | 16    | 0     |
| Бавария             | Бундеслига       | 2020/21          | 20   | 1    | 2            | 0            | 8         | 1         | 3      | 0      | 33    | 2     |
| Бавария             | Бундеслига       | 2021/22          | 28   | 1    | 2            | 0            | 7         | 0         | 1      | 0      | 38    | 1     |
| Бавария             | Итого            | Итого            | 114  | 6    | 14           | 0            | 36        | 1         | 7      | 0      | 171   | 7     |
| Боруссия (Дортмунд) | Бундеслига       | 2022/23          | 29   | 2    | 4            | 0            | 8         | 0         | 0      | 0      | 41    | 2     |
| Боруссия (Дортмунд) | Бундеслига       | 2023/24          | 22   | 1    | 2            | 0            | 5         | 0         | 0      | 0      | 29    | 1     |
| Боруссия (Дортмунд) | Итого            | Итого            | 51   | 3    | 6            | 0            | 13        | 0         | 0      | 0      | 70    | 3     |
| Всего за карьеру    | Всего за карьеру | Всего за карьеру | 273  | 16   | 27           | 1            | 49        | 1         | 9      | 0      | 358   | 18    |

1. ↑  Суперкубок Германии, стыковые матчи

### Матчи за сборную
| №  | Дата            | Оппонент          | Счёт | Голы | Голевые передачи | Нарушения | Минуты | Соревнование                  |
| -- | --------------- | ----------------- | ---- | ---- | ---------------- | --------- | ------ | ----------------------------- |
| 1  | 31 августа 2016 | Финляндия         | 2:0  | —    | —                | —         | 58'    | Товарищеский матч             |
| 2  | 6 июня 2017     | Дания             | 1:1  | —    | —                | —         | 90'    | Товарищеский матч             |
| 3  | 19 июня 2017    | Австралия         | 2:1  | —    | —                | —         | 27'    | Кубок конфедераций (группа B) |
| 4  | 22 июня 2017    | Чили              | 1:1  | —    | —                | —         | 90'    | Кубок конфедераций (группа B) |
| 5  | 25 июня 2017    | Камерун           | 3:1  | —    | —                | —         | 90'    | Кубок конфедераций (группа B) |
| 6  | 2 июля 2017     | Чили              | 1:0  | —    | —                | —         | 1'     | Кубок конфедераций (Финал)    |
| 7  | 8 октября 2017  | Азербайджан       | 5:1  | —    | —                | —         | 22'    | Отбор ЧМ-2018 (группа С)      |
| 8  | 14 ноября 2017  | Франция           | 2:2  | —    | —                | —         | 90'    | Товарищеский матч             |
| 9  | 27 марта 2018   | Бразилия          | 0:1  | —    | —                | —         | 22'    | Товарищеский матч             |
| 10 | 2 июня 2018     | Австрия           | 1:2  | —    | —                | —         | 90'    | Товарищеский матч             |
| 11 | 8 июня 2018     | Саудовская Аравия | 2:1  | —    | —                | —         | 90'    | Товарищеский матч             |
| 12 | 27 июня 2018    | Республика Корея  | 0:2  | —    | —                | —         | 90'    | ЧМ-2018 (группа F)            |
| 13 | 9 сентября 2018 | Перу              | 2:1  | —    | —                | —         | 90'    | Товарищеский матч             |
| 14 | 16 октября 2018 | Франция           | 1:2  | —    | —                | —         | 90'    | Лига Наций (А)                |
| 15 | 15 ноября 2018  | Россия            | 3:0  | Гол  | —                | —         | 90'    | Товарищеский матч             |
| 16 | 19 ноября 2018  | Нидерланды        | 2:2  | —    | —                | —         | 90'    | Лига Наций (А)                |

Итого: сыграно матчей: 16 / забито голов: 1; победы: 8, ничьи: 4, поражения: 4.

### Голы за сборную Германии
| #   | Дата           | Место                             | Противник | Счёт | Результат | Соревнование      |
| --- | -------------- | --------------------------------- | --------- | ---- | --------- | ----------------- |
| 01. | 15 ноября 2018 | Ред Булл Арена, Лейпциг, Германия | Россия    | 2:0  | 3:0       | Товарищеский матч |

## Достижения

### Командные
«Бавария»
- Чемпион Германии (5): 2017/18, 2018/19, 2019/20, 2020/21, 2021/22
- Обладатель Кубка Германии (2): 2018/19, 2019/20
- Победитель Лиги чемпионов УЕФА: 2019/2020
- Обладатель Суперкубка Германии (4): 2017, 2018, 2020, 2021
- Обладатель Суперкубка УЕФА: 2020
- Победитель клубного чемпионата мира: 2020

Сборная Германии
- Обладатель Кубка конфедераций: 2017

Сборная Германии (до 23)
- Серебряный призёр Олимпийских игр: 2016